# Wereldkampioenschappen kunstschaatsen junioren 1984
De Wereldkampioenschappen kunstschaatsen junioren zijn samen een jaarlijks terugkerend evenement dat door de Internationale Schaatsunie (ISU) wordt georganiseerd. De editie van 1984, de negende in de reeks, vond van 5 tot en met 11 december 1983 plaats in Sapporo, de hoofdstad van de prefectuur Hokkaido, Japan. Het was het tweede WK-evenement buiten Europa en het eerste in Azië.
Titels en medailles waren er te verdienen in de categorieën: jongens individueel, meisjes individueel, paarrijden en ijsdansen.

## Deelname
Er namen deelnemers uit 19 landen deel aan de kampioenschappen, zij vulden 60 startplaatsen in. Tsjechoslowakije maakte na een jaar afwezigheid hun rentree bij de WK-junioren. Ten opzichte van de vorige editie vaardigden België, Finland, Luxemburg, Noorwegen, Spanje en Zweden deze editie geen deelnemers af.
Deelnemende landen
(Tussen haakjes het totaal aantal startplaatsen in de vier toernooien.)
| Sovjet-Unie (8) Canada (7) Verenigde Staten (6) Frankrijk (5) West-Duitsland (5) | Oost-Duitsland (4) Australië (3) China (3) Japan (3) Verenigd Koninkrijk (3) | Italië (2) Joegoslavië (2) Oostenrijk (2) Tsjecho-Slowakije (2) Denemarken (1) | Hongarije (1) Polen (1) Zuid-Korea (1) Zwitserland (1) |

## Medailleverdeling
De twaalf medailles gingen naar vijf landen, de Verenigde Staten (4), Oost-Duitsland (3), de Sovjet-Unie (3), Canada (1) en Japan (1).
Bij de jongens stonden drie nationaliteiten op het erepodium, Viktor Petrenko werd de negende wereldkampioen en was hiermee de derde die uit de Sovjet-Unie kwam, Vitali Egorov (1979) en Alexandr Fadejev (1980) gingen hem voor. Op plaats twee nam de Canadees Marc Ferland plaats en op de derde positie de Amerikaan Tom Cierniak.
Bij de meisjes stonden twee nationaliteiten op het erepodium. De eerste twee posities werden net als in 1983 door dezelfde meisjes uit Oost-Duitsland ingenomen, alleen de volgorde was omgekeerd. Karin Hendschke werd de negende wereldkampioene en volgde daarmee haar landgenote Simone Koch op, die zelf als tweede eindigde. Het was de derde Oost-Duitse titel bij de meisjes, opeenvolgend behaald. Hun landgenote Janina Wirth won in 1982 de eerste. De resterende medaille ging naar Midori Ito op plaats drie, zij behaalde de eerste podiumplaats voor Japan in het meisjestoernooi; het was na de zilveren medaille voor Takashi Mura in 1976 bij de jongens de tweede medaille voor Japan bij de WK-junioren.
Bij de paren stonden net als bij de jongens ook drie nationaliteiten op het erepodium. Manuela Landgraf / Ingo Steuer werd het zevende paar die deze titel behaalden. Het was voor hun vaderland Oost-Duitsland de eerste wereldtitel bij de paren. Op de plaatsen twee en drie eindigden respectievelijk het Amerikaanse paar Susan Dungjen / Jason Dungjen en Olga Neizvestnaia / Sergei Hudiakov uit de Sovjet-Unie.
Bij het ijsdansen stonden net als bij de meisjes ook twee nationaliteiten op het erepodium. Jelena Krykanova / Jevgeni Platov werden het zevende kampioenspaar en zorgden ze er ook voor dat de titel voor de zevende keer en voor het zevende opeenvolgende jaar naar de Sovjet-Unie ging, Tatjana Doerasova / Sergej Ponomarenko (1978, 1979), Elena Batanova / Alexei Soloviev (1980, 1981) en Natalia Annenko / Vadim Karkachev (1982) en Tatiana Gladkova / Igor Shpilband (1983) gingen hun voor. Het Amerikaanse paar Christina Yatsuhashi / Keith Yatsuhashi behaalden na de bronzen medaille in 1983 dit jaar de zilveren medaille. Ze waren het zesde paar dat tweemaal een medaille behaalde. De derde positie werd ingenomen door Svetlana Liapina / Georgi Sur uit de Sovjet-Unie.
| Onderdeel | Goud                              | Zilver                                  | Brons                               |
| --------- | --------------------------------- | --------------------------------------- | ----------------------------------- |
| Jongens   | Viktor Petrenko                   | Marc Ferland                            | Tom Cierniak                        |
| Meisjes   | Karin Hendschke                   | Simone Koch                             | Midori Ito                          |
| Paren     | Manuela Landgraf / Ingo Steuer    | Susan Dungjen / Jason Dungjen           | Olga Neizvestnaia / Sergei Hudiakov |
| IJsdansen | Jelena Krykanova / Jevgeni Platov | Christina Yatsuhashi / Keith Yatsuhashi | Svetlana Liapina / Georgi Sur       |

## Uitslagen
| #      | naam (deelname)        | land                              | pc   | vf | kk     | vk     |
| ------ | ---------------------- | --------------------------------- | ---- | -- | ------ | ------ |
| Goud   | Viktor Petrenko (2)    | Vlag van Sovjet-Unie              | 03.2 | 03 | 01     | 01     |
| Zilver | Marc Ferland (2)       | Vlag van Canada                   | 04.0 | 02 | 02     | 02     |
| Brons  | Tom Cierniak           | Vlag van Verenigde Staten         | 07.8 | 01 | 03     | 06     |
| 04     | Erik Larson (2)        | Vlag van Verenigde Staten         | 08.0 | 05 | 05     | 03     |
| 05     | Vladimir Petrenko (3)  | Vlag van Sovjet-Unie              | 08.0 | 04 | 04     | 04     |
| 06     | Matthew Hall           | Vlag van Canada                   | 11.6 | 07 | 06     | 05     |
| 07     | Alain Miquel           | Vlag van Frankrijk                | 16.4 | 11 | 07     | 07     |
| 08     | Noritomo Taniuchi      | Vlag van Japan                    | 17.8 | 08 | 10     | 09     |
| 09     | Frédéric Lipka         | Vlag van Frankrijk                | 19.0 | 09 | 09     | 10     |
| 10     | Henrik Walentin        | Vlag van Denemarken               | 20.4 | 12 | 13     | 08     |
| 11     | Daniel Weiss (2)       | Vlag van Bondsrepubliek Duitsland | 21.2 | 10 | 08     | 12     |
| 12     | Hiroshi Sugiyama (2)   | Vlag van Japan                    | 24.8 | 13 | 15     | 11     |
| 13     | Pavel Vanco            | Vlag van Tsjecho-Slowakije        | 27.0 | 16 | 11     | 13     |
| 14     | Tsiu-Yen Leigh         | Vlag van Verenigd Koninkrijk      | 30.0 | 17 | 12     | 15     |
| 15     | Jung Sung-il           | Vlag van Zuid-Korea               | 30.4 | 18 | 14     | 14     |
| 16     | Sean Abram             | Vlag van Australië                | 31.4 | 15 | 16     | 16     |
| 17     | Zhang Weidong          | Vlag van China                    | 32.2 | 14 | 17     | 17     |
| 0-     | Tomislav Cizmesija (4) | Vlag van Joegoslavië (1943-1992)  |      | 06 | t.z.t. | t.z.t. |

| #      | naam (deelname)        | land                                    | pc   | vf | kk | vk |
| ------ | ---------------------- | --------------------------------------- | ---- | -- | -- | -- |
| Goud   | Karin Hendschke (2)    | Vlag van Duitse Democratische Republiek | 06.6 | 02 | 06 | 03 |
| Zilver | Simone Koch (2)        | Vlag van Duitse Democratische Republiek | 07.4 | 07 | 03 | 02 |
| Brons  | Midori Ito (3)         | Vlag van Japan                          | 09.2 | 13 | 01 | 01 |
| 04     | Kathryn Adams          | Vlag van Verenigde Staten               | 13.6 | 09 | 08 | 05 |
| 05     | Heike Gobbers          | Vlag van Bondsrepubliek Duitsland       | 14.8 | 08 | 10 | 06 |
| 06     | Irina Klimova          | Vlag van Sovjet-Unie                    | 14.8 | 10 | 02 | 08 |
| 07     | Gigi Siegert           | Vlag van Oostenrijk                     | 15.8 | 01 | 13 | 10 |
| 08     | Constanze Gensel       | Vlag van Duitse Democratische Republiek | 17.0 | 19 | 04 | 04 |
| 09     | Melissa Murphy         | Vlag van Canada                         | 18.4 | 03 | 14 | 11 |
| 10     | Claudia Villiger       | Vlag van Zwitserland                    | 18.8 | 15 | 07 | 07 |
| 11     | Pinuccia Ferrarid      | Vlag van Italië                         | 19.4 | 06 | 17 | 09 |
| 12     | Nathalie Sasseville    | Vlag van Canada                         | 21.6 | 04 | 18 | 12 |
| 13     | Zeljka Cizmesija (2)   | Vlag van Joegoslavië (1943-1992)        | 24.0 | 11 | 11 | 13 |
| 14     | Veronique Degardin (2) | Vlag van Frankrijk                      | 27.2 | 12 | 15 | 14 |
| 15     | Daniela Sarfidis       | Vlag van Oostenrijk                     | 27.4 | 05 | 21 | 16 |
| 16     | Ingrid Karl            | Vlag van Bondsrepubliek Duitsland       | 28.2 | 14 | 12 | 15 |

| #      | naam (deelname)                          | land                                    | pc   | kk | vk |
| ------ | ---------------------------------------- | --------------------------------------- | ---- | -- | -- |
| Goud   | Manuela Landgraf (2) Ingo Steuer (2)     | Vlag van Duitse Democratische Republiek | 01.8 | 02 | 01 |
| Zilver | Susan Dungjen (2) Jason Dungjen (2)      | Vlag van Verenigde Staten               | 03.2 | 03 | 02 |
| Brons  | Olga Neizvestnaia Sergei Hudiakov        | Vlag van Sovjet-Unie                    | 03.4 | 01 | 03 |
| 04     | Irina Shishova (2) Alexei Suleimanov (2) | Vlag van Sovjet-Unie                    | 05.6 | 04 | 04 |
| 05     | Jekaterina Gordejeva Sergej Grinkov      | Vlag van Sovjet-Unie                    | 07.4 | 06 | 05 |
| 06     | Penny Schultz Scott Grover               | Vlag van Canada                         | 08.8 | 07 | 06 |
| 07     | Danielle Carr (4) Stephen Carr (4)       | Vlag van Australië                      | 09.0 | 05 | 07 |
| 08     | Sonja Hoefler Marc Druener               | Vlag van Bondsrepubliek Duitsland       | 11.2 | 08 | 08 |
| 09     | Lisa Cushley (3) Neil Cushley (3)        | Vlag van Verenigd Koninkrijk            | 12.6 | 09 | 09 |
| 10     | Jan Waggoner Todd Waggoner               | Vlag van Verenigde Staten               | 14.4 | 11 | 10 |
| 11     | Sun Jihong (2) Fan Jun (2)               | Vlag van China                          | 15.0 | 10 | 11 |

| #      | naam (deelname)                               | land                              | pc   | vf | ok | vk |
| ------ | --------------------------------------------- | --------------------------------- | ---- | -- | -- | -- |
| Goud   | Jelena Krykanova Jevgeni Platov               | Vlag van Sovjet-Unie              | 02.0 | 01 | 01 | 01 |
| Zilver | Christina Yatsuhashi (2) Keith Yatsuhashi (2) | Vlag van Verenigde Staten         | 05.0 | 02 | 02 | 03 |
| Brons  | Svetlana Liapina (2) Georgi Sur (2)           | Vlag van Sovjet-Unie              | 06.8 | 06 | 03 | 02 |
| 04     | Christine Horton (3) Michael Farrington (3)   | Vlag van Canada                   | 07.4 | 03 | 04 | 04 |
| 05     | Jo-Anne Borlase (2) Scott Chalmers (2)        | Vlag van Canada                   | 09.4 | 04 | 05 | 05 |
| 06     | Doriane Bontemps (2) Charles Paliard (2)      | Vlag van Frankrijk                | 11.4 | 05 | 06 | 06 |
| 07     | Stefania Calegari (2) Pasquale Camerlengo (2) | Vlag van Italië                   | 14.0 | 07 | 07 | 07 |
| 08     | Honorata Gorna Andrzej Dostatni               | Vlag van Polen                    | 16.0 | 08 | 08 | 08 |
| 09     | Corinne Paliard Didier Courtois               | Vlag van Frankrijk                | 18.0 | 09 | 09 | 09 |
| 10     | Christine Gottler (2) Michael Loeffld         | Vlag van Bondsrepubliek Duitsland | 20.0 | 10 | 10 | 10 |
| 11     | Dana Jendriskov Roman Sabol                   | Vlag van Tsjecho-Slowakije        | 22.0 | 11 | 11 | 11 |
| 12     | Beata Vilagos Gabor Gagyor                    | Vlag van Hongarije                | 24.0 | 12 | 12 | 12 |
| 13     | Cheryl Rushton Mark Poole                     | Vlag van Verenigd Koninkrijk      | 26.6 | 14 | 13 | 13 |
| 14     | Monica MacDonald Rodney Clarke                | Vlag van Australië                | 27.4 | 13 | 14 | 14 |
| 15     | Liu Luyang Li Xiangdong                       | Vlag van China                    | 30.0 | 15 | 15 | 15 |

Medaillewinnaars

Jongens · 
Meisjes · 
Paren · 
IJsdansen

 Toernooi

1976 · 
1977 · 
1978 · 
1979 · 
1980 · 
1981 · 
1982 · 
1983 · 
1984 · 
1985 · 
1986 · 
1987 · 
1988 · 
1989 · 
1990 · 
1991 · 
1992 · 
1993 · 
1994 · 
1995 · 
1996 · 
1997 · 
1998 · 
1999 · 
2000 · 
2001 · 
2002 · 
2003 · 
2004 · 
2005 · 
2006 · 
2007 · 
2008 · 
2009 · 
2010 ·
2011 ·
2012 ·
2013 ·
2014 ·
2015 ·
2016 ·
2017 ·
2018 ·
2019 · 
2020

 ISU-kampioenschappen

WK kunstschaatsen · 
EK kunstschaatsen · 
Viercontinentenkampioenschap · 
Olympische Spelen